# Клоуны-убийцы из космоса
«Клоуны-убийцы из космоса» (англ. Killer Klowns From Outer Space) — американский научно-фантастический комедийный фильм ужасов 1988 года режиссёра Стивена Чиодо. Премьера фильма состоялась 27 мая 1988 года. Сюжет повествует об инопланетных клоунах, намеревающихся превратить людей в пищу. Фильм получил смешанные отзывы.

## Сюжет
Влюблённая парочка — молодой человек Майк и девушка Дебби, которые находятся на стоянке за городом, замечают летящий по небу метеорит, по траектории падения которого они решают, что он упадёт в лесу. Ведомые любопытством молодые люди направляются в лес, желая посмотреть на упавший метеорит. Добравшись до места падения парочка не обнаруживает метеорита, но с удивлением видит большой сверкающий разноцветными огнями цирковой шатёр. Майк и Дебби заходят в шатёр и видят большие коконы из розовой ваты, в которых они обнаруживают человеческие тела, используемые клоунами-инопланетянами в качестве пищи. Едва убежав из циркового шатра от клоунов, Майк и Дебби направляются в полицейский участок их небольшого захолустного городка, чтобы сообщить о произошедшем. В полицейском участке парочка обнаруживает бывшего парня Дебби, Дэйва и старшего офицера Куртиса Муни, которых они пытаются уговорить пойти взглянуть на место приземления циркового шатра. Однако клоуны-инопланетяне уже двинулись по следу Майка и Дебби и пришли в город, где начали пополнять свои пищевые запасы.

## В ролях
- Грант Крамер — Майк
- Сюзанн Снайдер — Дебби
- Джон Аллен Нельсон — Дэйв
- Джон Вернон — Кёртис Муни

## Саундтрек
Музыкальная тема для фильма была написана и исполнена американской панк-рок группой The Dickies. Звуковым координатором выступил известный в будущем актёр озвучивания Кирк Бэйли.

## Продолжение
В 2011 году появилась информация о возможном продолжении фильма под названием «Возвращение клоунов-убийц из космоса в 3D» (англ. The Return of the Killer Klowns from Outer Space in 3D). Грант Крамер, сыгравший роль Майка Тобакко в оригинальной картине, сообщил, что написал сценарий нового фильма, однако производство не может начаться, пока не будет заключён договор с дистрибьютерами.
В 2016 году Стивен Чиодо рассказал, что продолжение получит новую жизнь в виде телевизионного сериала.